# Силікофлуориди
Силікофлуориди (рос. силикофториды, англ. silicofluorides, нім. Silicofluoride n pl) – мінерали, сполуки хімічних елементів з комплексом [SiF6]2-. Приклад – гієрарит K2[SiF6]. 
Назва - за хім. складом.
Силікофлуориди, зокрема, виникають в умовах техногенезу. Вони  виділені з горілих відвалів Челябінського вугільного басейну.

## Інтернет-ресурси
- Silicofluorides and Higher Blood Lead